# Eiskarlspitze
L'Eiskarlspitze est une montagne qui s’élève à 2 610 m d’altitude dans les Karwendel, en Autriche.